# Mírovka
Die Mírovka (deutsch Grundbach, auch Mühlbach) ist ein rechter Nebenfluss der March in Tschechien.

## Geographie
Sie entspringt nördlich von Starý Maletín in der Mirovská vrchovina (Mürauer Bergland) an der Kuppe Jahodnice (590 m). An ihrem zunächst nach Südosten führenden Oberlauf, an dem früher der Moleteiner Sandstein gebrochen wurde, nimmt sie den aus Starý Maletín zufließenden Bach auf und fließt über Svojanov und Nový Maletín zum Svojanův Dvůr, wo sie sich nach Nordosten wendet. Durch ein enges bewaldetes Tal erreicht die Mírovka Mírov, wo der Fluss in der Ortslage Mírovský Grunt zwischen der zur Strafanstalt umgebauten Burg Mírov und dem Vraní kopec (465 m) hindurchfließt. Der Unterlauf führt wieder nach Südosten in die Mohelnická brázda (Müglitzer Furche). Vorbei an Křemačov und Podolíčko erreicht die Mírovka schließlich Mohelnice. Östlich der Stadt mündet sie gegenüber von Stavenice am Moravičanské jezero nach 27,3 Kilometern in die March. Ihr Einzugsgebiet beträgt 181,6 km². An der Mündung hat der Fluss einen durchschnittlichen Wasserdurchfluss von 1,98 m³/s.

## Zuflüsse
- Javořický potok (l), am Berg Smrčina
- Býčina (l), oberhalb Mírovíček
- Míroveček (l) in Mírovský Grunt
- Řepovský potok (l), unterhalb Mírovský Grunt